# Ngựa Konik

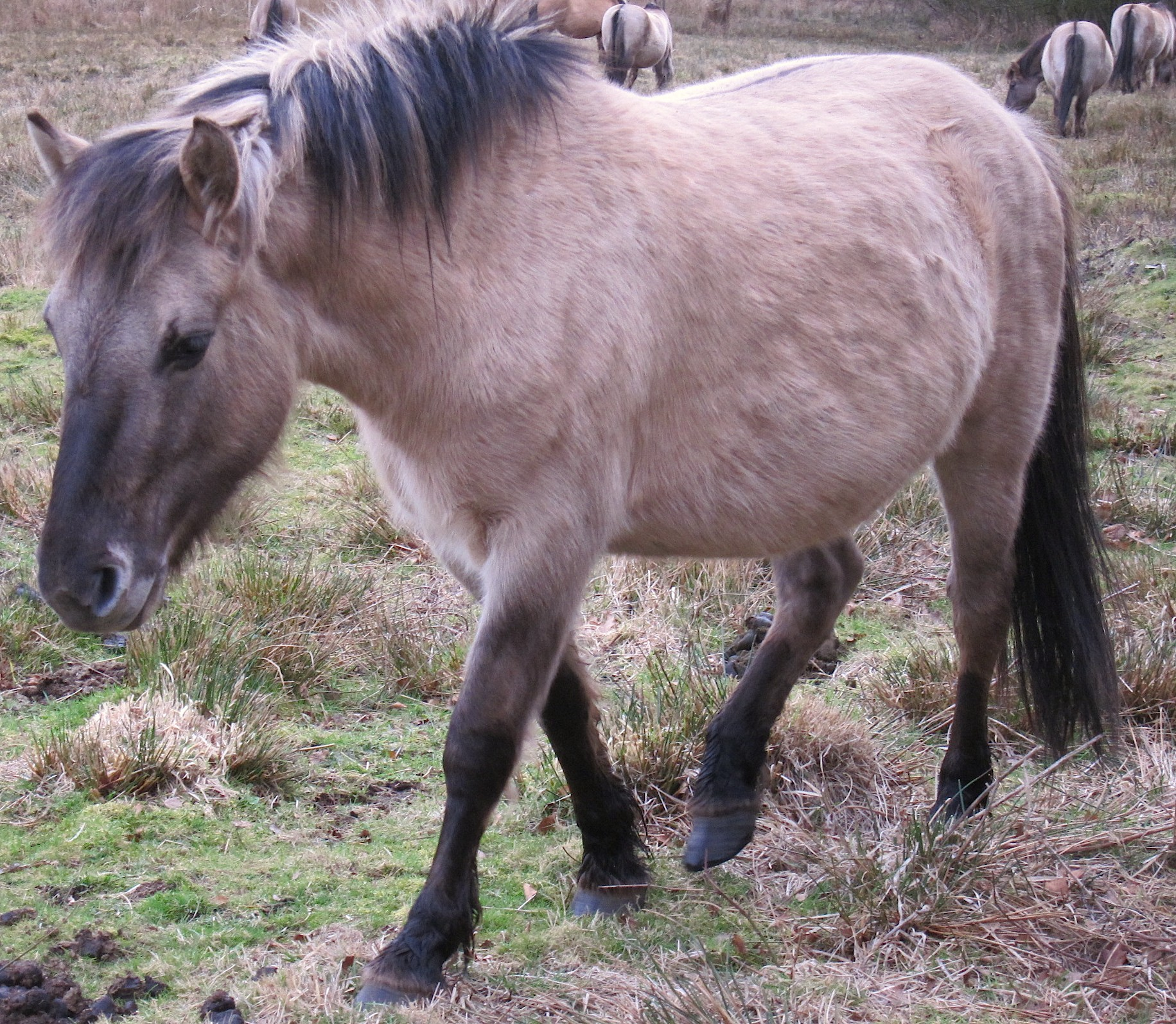
Ngựa Konik với biến thể lông trắng bông

Ngựa Konik (tiếng Ba Lan: Konik polski hay Konik biłgorajski) hoặc còn gọi là ngựa nguyên thủy Ba Lan là một giống ngựa có tầm vóc nhỏ, bán hoang dã, có nguồn gốc ở Ba Lan. Từ Konik ở Ba Lan (số nhiều koniki) có nghĩa là ngựa nhỏ, từ tiếng Ba Lan "ngựa" (đôi khi nhầm lẫn với tiếng kuc, kucyk có nghĩa là "con ngựa lùn"). Tuy nhiên, cái tên "konik" hay "konik polska" được sử dụng để chỉ một số giống cụ thể của những con ngựa nội địa của Ba Lan hay còn gọi gọn là ngựa Ba Lan. Những cá thể ngựa Konik cho thấy nhiều dấu hiệu nguyên thủy của tổ tiên loài ngựa, bao gồm lớp lông màu vàng nhạt (ngựa qua) và một vài dấu sọc nhạt ở vùng lưng.

## Lịch sử giống

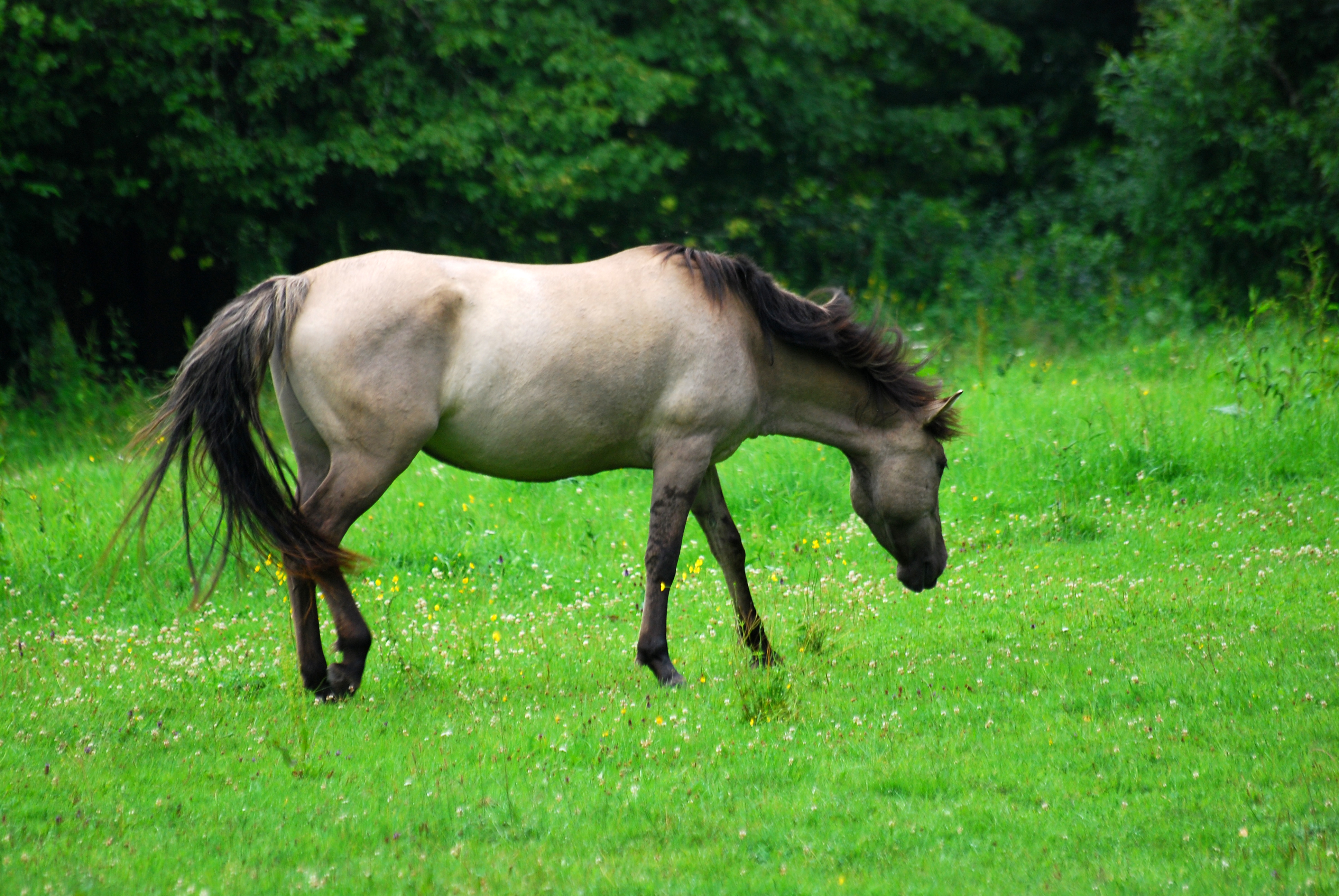
Ngựa Konik trong môi trường bán hoang dã

Ngựa Konik là một giống ngựa Ba Lan có nguồn gốc là hậu duệ của những con ngựa hoang rất khỏe mạnh từ vùng Biłgoraj. Những con ngựa này có màu đậm (khứu hoặc vang), nhưng cũng có những con ngựa lông màu đen và ngựa lông màu hạt dẽ (hồng mã) cũng có mặt trong quần thể ngựa hoang này. Một số nhà nghiên cứu khẳng định rằng những động vật nền tảng (giống nền) này là những giống lai với các giống ngựa hoang đã được bán cho nông dân bởi sở thú ở Zamość vào năm 1806, được lai tạo cho những chú ngựa thuần hoá ở địa phương.
Tuy nhiên, các nghiên cứu di truyền đã mâu thuẫn với quan điểm cho rằng ngựa Konik là một dạng sống của con ngựa hoang ở Đông Âu, thường được gọi là ngựa Tarpan, cũng không có liên quan chặt chẽ với chúng. Ngựa Konik chia sẻ DNA ty thể với nhiều giống ngựa khác và DNA Y-DNA của chúng gần như giống hệt nhau. Quan điểm cho rằng Konik Ba Lan là "hậu duệ" gần đây nhất của con ngựa hoang ở châu Âu đã bị bác bỏ. Việc thần thoại hóa và nhận thức đã làm cho một con ngựa hoang của Ba Lan trở thành một con ngựa hoang dã và là một biểu tượng về quản lý chăn thả mới trong các khu bảo tồn thiên nhiên ở Châu Âu.
Trong Thế chiến I, những con ngựa này là những con súc vật vận chuyển quan trọng cho quân đội Nga và Đức và được gọi là ngựa Panje hay ngựa thồ. Năm 1923, Tadeusz Vetulani, một nhà nông học từ Kraków, bắt đầu quan tâm đến những con ngựa Panje, một vùng đất của Biłgoraj và đặt tên là "Konik" (tiếng Ba Lan gọi là "con ngựa nhỏ"), mà bây giờ được gọi là tên chung cho các giống. Trong những năm 1920, một số trung tâm nhân giống công cộng và tư nhân đã được thiết lập để bảo tồn động vật này. Năm 1936, Vetulani mở một khu bảo tồn ngựa Konik ở rừng Białowieża. Ông ta đã bị thuyết phục rằng nếu con ngựa được tiếp xúc với điều kiện tự nhiên, chúng sẽ tái phát triển kiểu hình ban đầu của chúng.
Trong khi các thí nghiệm của Vetulani nổi tiếng và được công bố rộng rãi với niềm hy vọng chứng kiến một thế hệ ngựa mà có sự quay lại môi trường hoang dã như tổ tiên vốn dĩ của chung, nhưng đàn giống của ông thực sự chỉ có một ảnh hưởng nhỏ đến dân số ngựa Konik hiện đại. Tuy nhiên, Thế chiến II đã đánh dấu sự kết thúc của dự án "chăn nuôi" của Vetulani. Đàn ngựa giống của ông đã được chuyển đến Popielno, nơi chúng tiếp tục sống trong điều kiện bán hoang dã. Những con ngựa ở Popielno trở thành giống đực chính (ngựa giống) của giống ngựa này trong những năm 1950, nhưng đàn gia súc cũng được bảo quản số lượng bằng cách mua động vật từ Đức.
Giữa hai cuộc chiến tranh thế giới, đã có những bổ sung nhất định vào giòng máu của giống ngựa này, hai anh em người Đức là Heinz Heck và Lutz Heck đã lai tạp giống ngựa của ngựa hoang Mông Cổ (ngựa Przewalski) với ngựa Konik, cũng như những con ngựa của các giống khác như ngựa Dülmen, ngựa Gotland, và ngựa Iceland, để tạo ra giống ngựa mà trông giống như sự hiểu biết của họ về kiểu hình ngựa rừng hoang dã châu Âu. Kết quả được gọi là ngựa Heck. Các nhà lai tạo lai những con ngựa Konik với ngựa Anglo Arabia (ngựa Ăng-lê Ả-rập) của Pháp hoặc ngựa Thuần Chủng (Thoroughbred) của Anh để nâng cao chất lượng của họ chúng là một con ngựa cưỡi tốt.

## Đặc điểm

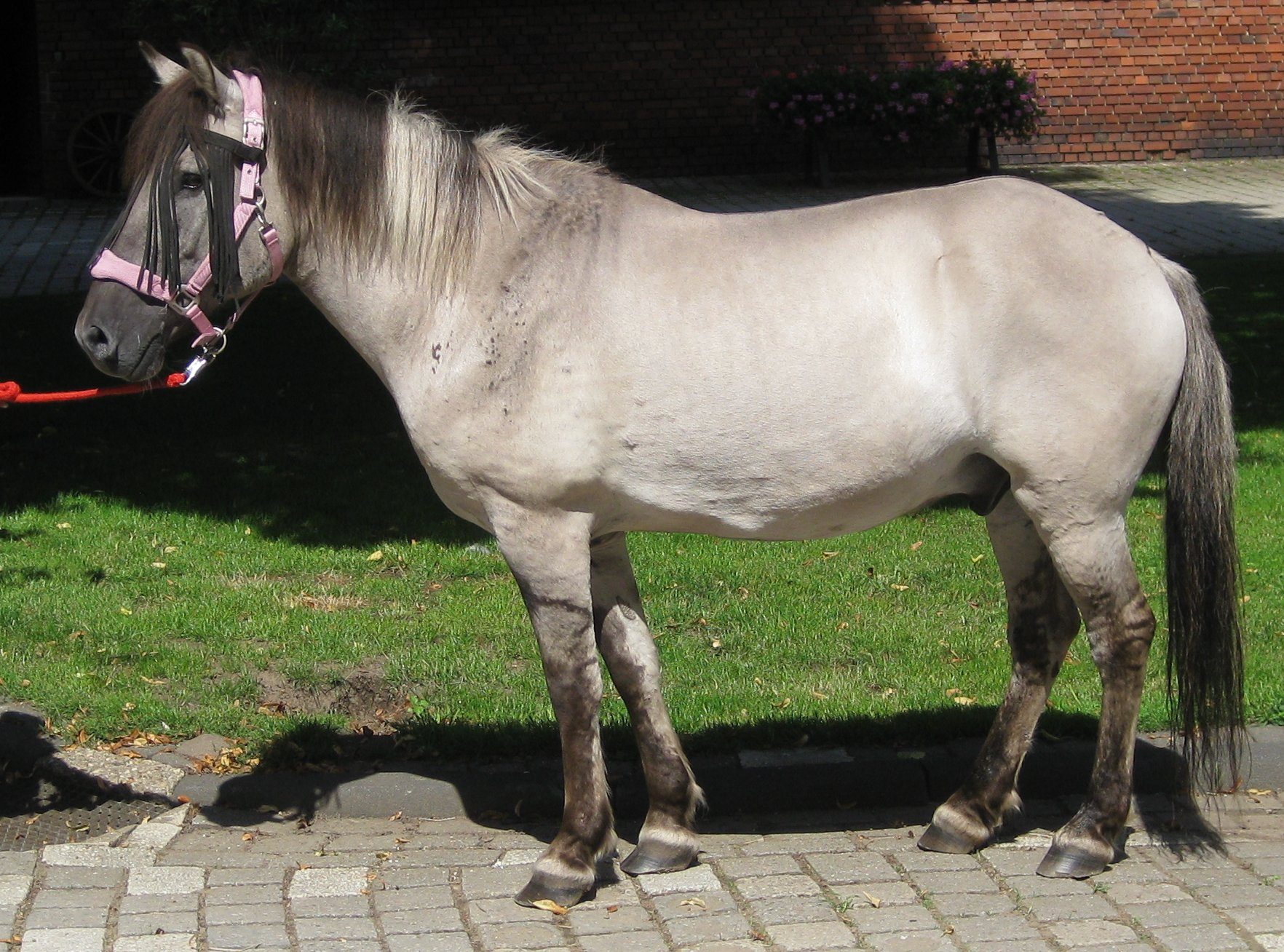
Ngựa Ba Lan

Giống ngựa của Ba Lan này có thân hình khỏe khoắn và nhỏ nhắn, chúng có một cái đầu nhỏ và phẳng, và bộ cổ nằm ở vùng ngực thấp. Ngựa Konik có ngực sâu, bờm dày, và lớp lông có màu xám sắc vàng, thường gọi theo tên địa phương thông tục là "chuột xám". Ngựa Konik có chiều cao thấp, chiều cao của chúng từ 130–140 cm (12.3-13.3 tay). Đo lường nhịp tim tối thiểu của chúng là 165 cm (65 in), và đo xương nách tối thiểu đạt 16,5 cm (6,5 inch) đối với con đực, 17,5 cm (6,9 in) đối với các con ngựa nái. Trọng lượng trung bình của giống ngựa này là 350–400 kg (770-880 lb).
Ngựa Konik ngày nay đã được lai tạo cho một chiều cao vai lớn hơn trong những thập kỷ qua, để cải thiện giá trị của nó như là một con ngựa làm việc (gia súc lao tác). Một sự xuất hiện kiểu hình bề ngoài trở nên duyên dáng hơn, đặc biệt là của cái đầu cũng được định hình. Những con ngựa màu đen và ngựa màu sorrel được chọn lọc là chủ yếu, nhưng vẫn xuất hiện các biến thể, cũng như các kiểu hình ngựa trắng. Việc quản lý đồng thời ngựa Konik ở cả hai chuồng và khu dự trữ đã làm cho nó có thể so sánh sức khoẻ và hành vi của ngựa trong các hoàn cảnh khác nhau. Ví dụ, các bệnh về móng và dị ứng cỏ khô phổ biến hơn ở ngựa Konik nuôi trong chuồng hơn là ngựa ở các khu dự trữ sinh thái.

## Bảo tồn

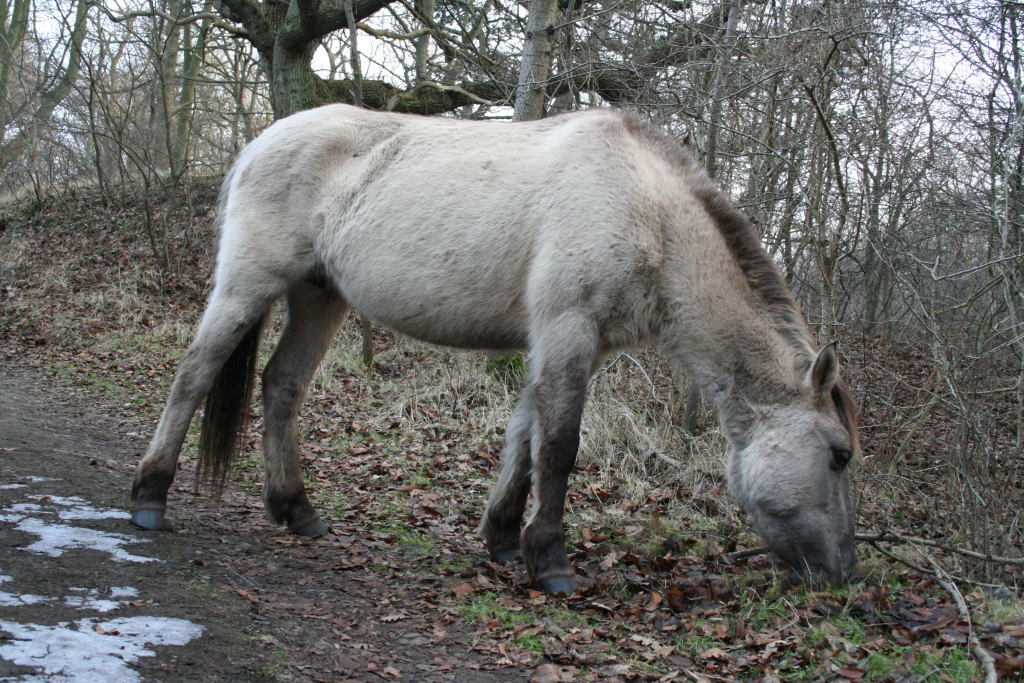
Ngựa Konik đang được chăn thả tự do

Những con ngựa Konik ngày nay được nuôi trong chuồng hoặc khu sinh thái mở và dưới sự hướng dẫn và quản lý của con người. Tại Ba Lan, ngựa Konik hiện đang sống trong khu bảo tồn thiên nhiên tại Popielno, Vườn quốc gia Roztocze, Stobnica Research Station của Đại học Khoa học Đời sống ở Poznan. Chúng được nuôi trong điều kiện kiểm soát tại một đồn điền bang tại Popielno, Sieraków. Các nhà lai tạo cá nhân hiện đang sở hữu 310 con ngựa và 90 nhóm giống; các trại ngựa giống của bang sở hữu 120 con ngựa và 50 con ngựa.
Vì nó có hình dạng tương đồng với loài giống Tarpan đã tuyệt chủng, ngựa Konik cũng đã được đưa vào các khu bảo tồn thiên nhiên ở các quốc gia khác. Một trong số những cá thể đầu tiên là ở Oostvaardersplassen ở Hà Lan. Năm 1995, một đàn ngựa được thả ở Kleine Weerd, một dải đất rộng 12 héc-ta (khoảng 100 m-1 km) dọc theo sông Meuse gần Maastricht. Khu vực mở cửa cho công chúng vào tham quan, nhưng người ta được khuyến cáo không nên đến gần những con ngựa hoang hóa này vì phản ứng của chúng là không thể lường trước được và khó đoán trước.
Sau thành công của chương trình này, ngựa Konik cũng được đưa tới Latvia và Anh Quốc, nơi chúng được nuôi thả tại Wicken Fen gần Cambridge bởi National Trust. Do những nỗ lực của Wildwood Trust, tổ chức từ thiện điều hành Wildwood Discovery Park và Quỹ Động vật Hoang dã Kent, những con ngựa Konik cũng đang sống trên một số khu bảo tồn bổ sung, bao gồm Khu Bảo tồn Thiên nhiên Stodmarsh, Khu Bảo tồn Thiên nhiên Hùm, Whitehall Meadow, Sandwich Bay, và Park Gate Down. Ngoài ra, Tổ chức Động vật Hoang dã Suffolk đã du nhập những con ngựa Konik Ba Lan để chăn thả gia súc trong khuôn khổ dự án phục hồi của Redgrave và Lopham Fen. Sussex Wildlife Trust gần đây đã du nhập một đàn nhỏ trong và xung quanh khu bảo tồn thiên nhiên Mount Caburn.